# Betsy Markey
Elizabeth Helen Markey, dite Betsy Markey, née le 27 avril 1956 à Cresskill (New Jersey), est une femme politique américaine, membre du Parti démocrate et élue du Colorado à la Chambre des représentants des États-Unis de 2009 à 2011.

## Biographie

### Jeunesse et carrière professionnelle
Betsy Markey, issue d'une famille d'origine irlandaise de sept enfants, grandit dans le New Jersey.
Après des études à l'université de Floride et à l'American University, elle est diplômée en sécurité informatique et travaille au département d'État. Elle fonde ensuite sa propre entreprise avec son mari ; ils s'installent ensemble à Fort Collins. Elle travaille également pour le sénateur démocrate Ken Salazar de 2005 à 2007.

### Représentante des États-Unis
En 2008, elle se présente à la Chambre des représentants des États-Unis dans le 4e district du Colorado. Elle affronte la républicaine ultra-conservatrice Marilyn Musgrave, notamment connue pour son combat contre le mariage homosexuel et l'avortement,. Markey est élue représentante avec 56 % des voix dans une circonscription qui préfère pourtant John McCain à Barack Obama. Elle est la première démocrate à remporter ce siège de l'est du Colorado depuis 1973.
Bien que membre de la Blue Dog Coalition, elle vote en faveur de l'Obamacare et du plan de relance de 2009, des mesures fortement critiquées par les conservateurs. Lors des élections de 2010, elle est considérée comme l'un des députés les plus vulnérables du pays. Contrairement à Musgrave, son adversaire républicain Cory Gardner concentre son message sur l'économie plutôt que sur les questions de société. Elle est largement battue par Gardner (53 % des voix contre 41 %).

### Après le Congrès
Après sa défaite, elle rejoint le département de la Sécurité intérieure, où elle est Assistant Secretary pour les affaires intergouvernementales.
Candidate au poste de Trésorier du Colorado en 2014, elle est battue par le républicain sortant Walker Stapleton (en).
En janvier 2016, elle est nommée directrice régionale de la Small Business Administration pour les États du Colorado, du Dakota du Nord et du Sud, du Montana, de l'Utah et du Wyoming.